# SV Meppen
El SV Meppen es un equipo de fútbol de Alemania que juega en la Regionalliga Nord, la cuarta división de fútbol en el país.

## Historia
Fue fundado el 29 de noviembre de 1912 en la ciudad de Meppen, en Baja Sajonia con el nombre Amisia Meppen, se fusionaron con el Männer-Turnverein Meppen el 8 de febrero de 1920 para crear al TuS Meppen 1912, donde su sección de fútbol se separó para crear al actual Sport Verein Meppen 1912 e.V..
Principalmente ha pasado la mayoría de su historia deambulando entre el III y IV nivel, aunque en 1987 mediante play-off consiguieron ascender a la 2. Bundesliga, convirtiéndose en un equipo reconocido, jugando en ella en 11 temporadas consecutivas, aunque normalmente quedaban a mitad de tabla. Descendieron en 1998 e iniciaron el descenso hasta llegar a la Oberliga Nord, sufriendo problemas financieros que incluso lo llevaron a jugar en la Quinta División.
El miércoles 31 de mayo de 2017 subieron a 3. Bundesliga, tras vencer en una serie a dos partidos de play-off al SV Waldhof Mannheim.

## Palmarés
- Amateurliga Niedersachsen: 2 (IV)

1961, 1968
- Oberliga Nord: 1 (III)

1987
- Copa de Baja Sajonia: 1

1999
- Niedersachsenliga: 1

2011
- Regionalliga Nord: 1

2017

## Jugadores

### Jugadores destacados
- Thomas Bröker
- Paul Caligiuri